# Henry Hitchcock
Henry Hitchcock (11 de setembro de 1792 – 11 de agosto de 1839) foi o primeiro Procurador-Geral do Alabama, eleito pela Assembleia Geral do Alabama em dezembro de 1819 na sessão inicial. Ele também foi Secretário do Território do Alabama, a posição no qual foi o precursor ao Secretário de Estado do Alabama atual.